# Relaciones Paraguay-República de China

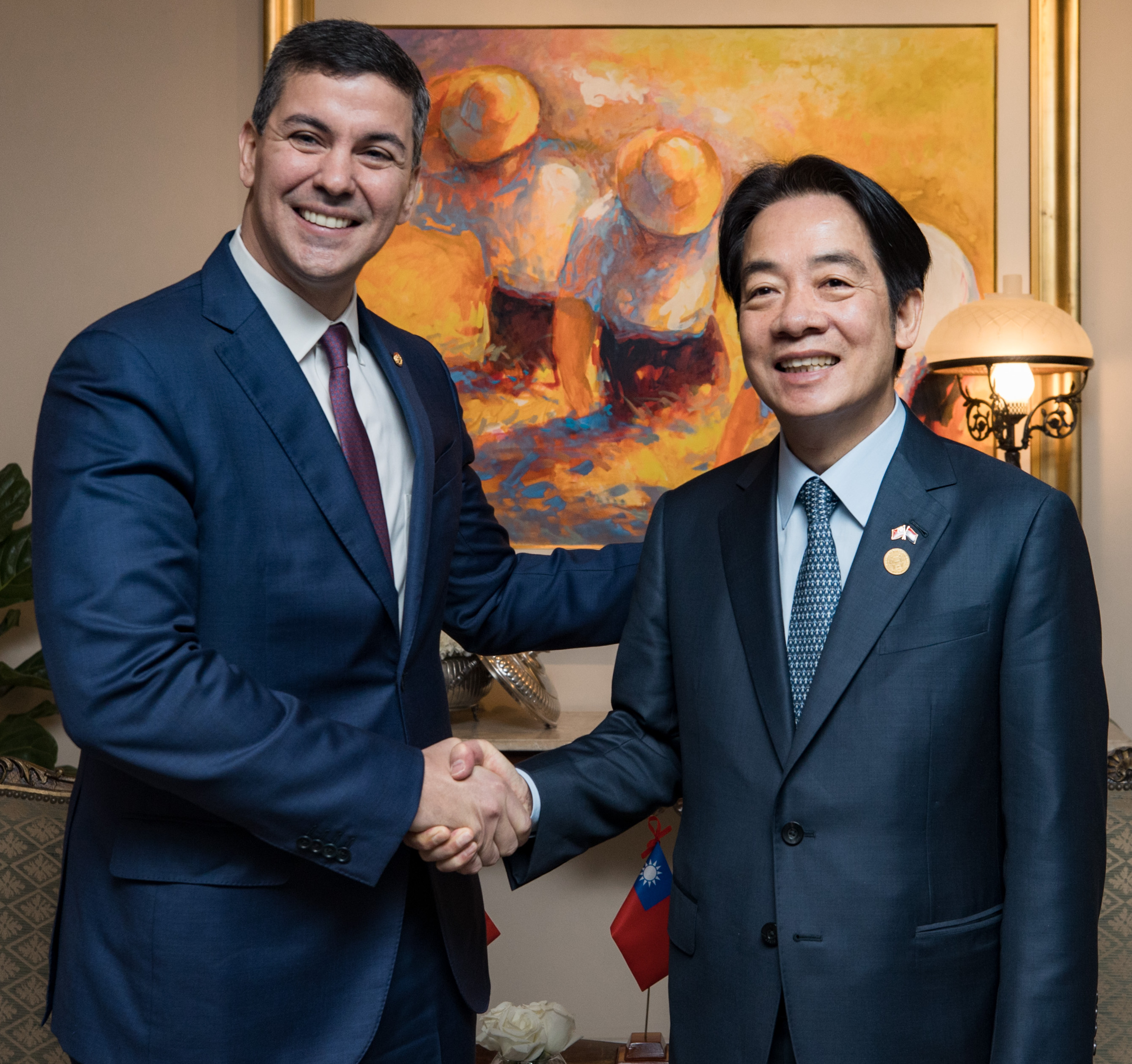
El presidente de Paraguay, Santiago Peña y el entonces vicepresidente de la República de China, William Lai, en Asunción, en agosto de 2023.

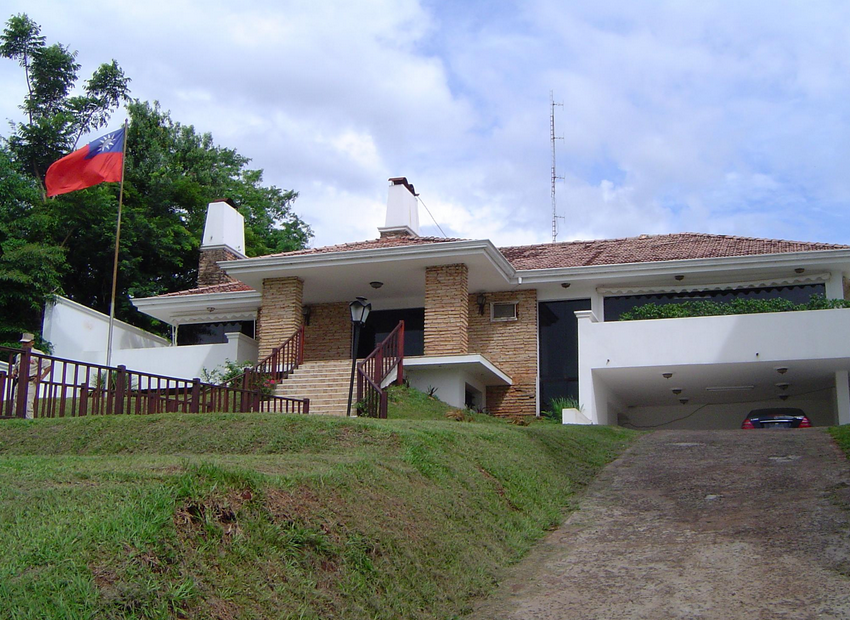
Consulate-General of Taiwan in Ciudad del Este, Paraguay

Paraguay y la República de China (conocida comúnmente como Taiwán) establecieron relaciones diplomáticas el 12 de julio de 1957. Paraguay es único país de América del Sur que mantiene relaciones diplomáticas con la República de China (Taiwán), cuya soberanía actualmente abarca las islas de Taiwán (antiguamente conocida como isla Formosa), Penghu, Kinmen, Matsu y otras islas menores.
Paraguay tiene una embajada en Taipéi, mientras que la República de China tiene una embajada en Asunción y un consulado general en Ciudad del Este.

## Historia
Tras el establecimiento de las relaciones diplomáticas entre ambos países el 12 de julio de 1957, firmaron un convenio cultural (8 de agosto de 1961), un tratado de amistad (7 de junio de 1968), un convenio de turismo y un convenio sobre inversiones (25 de septiembre de 1975).
 La relación entre ambos países fue muy natural cuando existieron los gobiernos anticomunistas de Alfredo Stroessner y Chiang Kai-shek; donde muchos oficiales del ejército paraguayo estudiaron en el Colegio Fu Hsing Kang en Taipéi.
Con el derrocamiento del Gobierno del General Alfredo Stroessner en 1989 y la asunción del General  Andrés Rodríguez como nuevo presidente, recibió invitaciones de la República Popular China para abandonar el reconocimiento de la República de China. Sin embargo, el general Wang Sheng quien fungía como embajador de la República de China en Paraguay, persuadió al nuevo gobierno paraguayo a mantener las relaciones a cambio de mayor asistencia y mayor acceso al mercado económico taiwanés para Paraguay.

## Relaciones
La República de China ofrece asistencia a Paraguay a través de la Fundación para la Cooperación y el Desarrollo Económico Internacional en varios campos (misiones técnicas al sector primario, asistencia a las pequeñas y medianas empresas y promoción comercial), también a través de donaciones al gobierno paraguayo. En el ámbito académico, jóvenes paraguayos acceden a becas universitarias, capacitaciones técnicas y profesionales ofrecidas por el gobierno taiwanés, con estudios en la isla.
En el campo del comercio bilateral el Paraguay posee un superávit comercial principalmente por la venta de carne vacuna, que en el año 2024 alcanzó las 39.650 toneladas. Paraguay exporta a la República de China varios rubros tradicionales como la madera, el cuero, el algodón y la soja, así como rubros exclusivos como carne, azúcar refinada y orgánica, yerba mate, aceites esenciales, hierbas medicinales, etc.
Paraguay promueve actividades culturales en diferentes universidades taiwanesas, incluyendo la enseñanza del idioma español y del fútbol, presentaciones musicales y artísticas tradicionales. En el presente (2024) existen aproximadamente 500 becarios paraguayos estudiando en Taiwán carreras de grado y posgrado universitario., asimismo estudiantes de la Universidad Politécnica Taiwán Paraguay UPTP. En el presente Taiwán es el segundo gran mercado de la carne bovina paraguaya y primer gran mercado de la carne porcina paraguaya. El actual Jefe de Misión de la Embajada del Paraguay en Taiwán es el embajador Carlos José Fleitas, quien ha dado un gran impulso al intercambio comercial y cooperación en los ámbitos técnico y cultural. Los fundamentos jurídicos más importantes, por los cuales el Paraguay mantiene relaciones diplomáticas con la República de China (Taiwán), son porque sostiene de manera firme y categórica, que la misma es la continuadora de la República de China fundada por el Dr. Sunt Yat Sent en 1911 y que ella cumple con todos los requisitos establecidos por la Convención de Montevideo de 1933 sobre Derechos y Deberes de los Estados.